# Schladminger-Tauern-Seilbahn

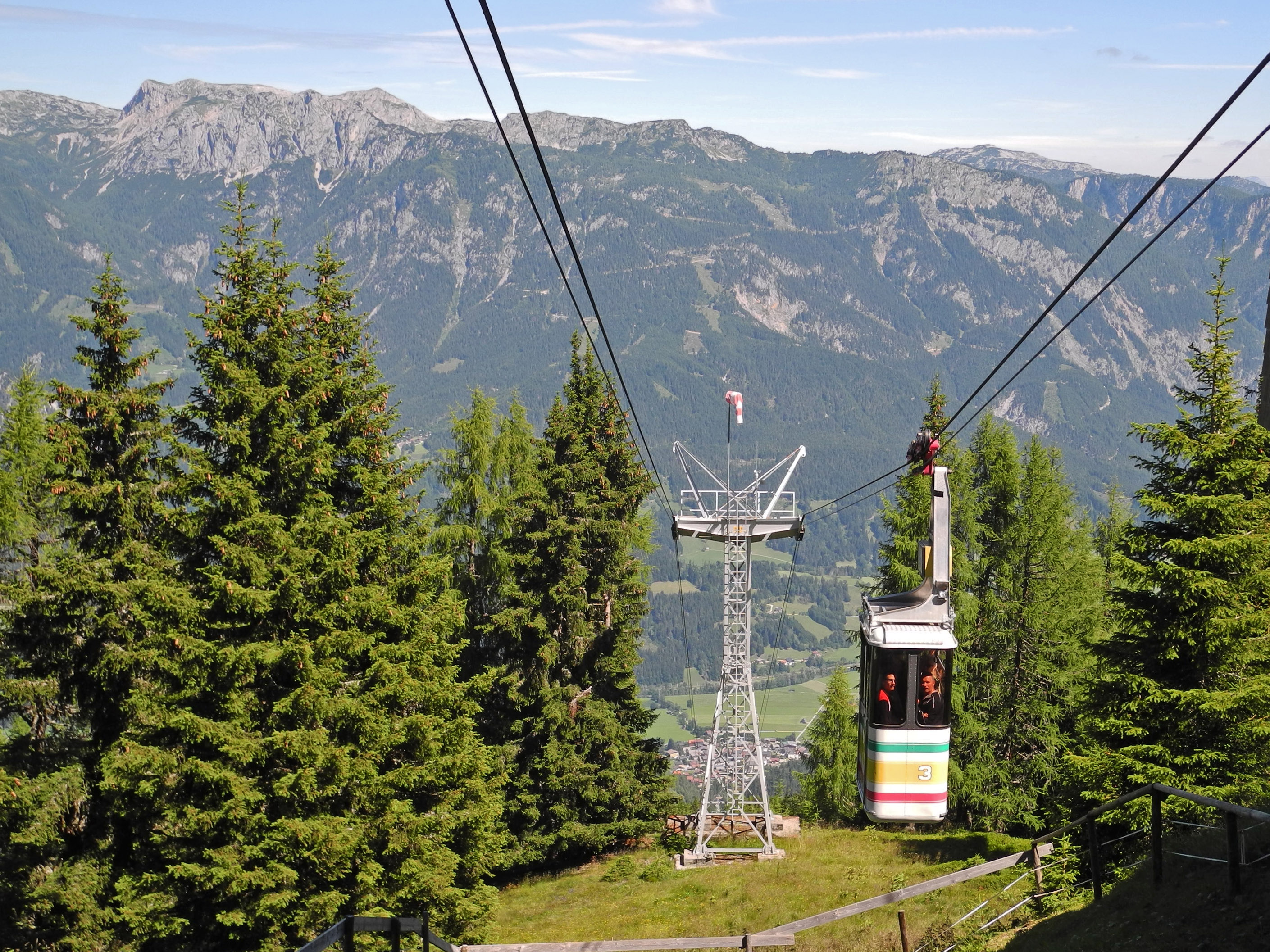
Kabine 3 der Schladminger Tauernseilbahn knapp unterhalb der Bergstation

Die Schladminger-Tauern-Seilbahn ist eine nach den Schladminger Tauern benannte Pendelseilbahn in Haus in der Obersteiermark.

## Geschichte, Technik, Wirtschaft
Die Schladminger-Tauern-Seilbahn führt von der Marktgemeinde Haus im Ennstal auf deren Hausberg, den Hauser Kaibling und erschließt ihn somit touristisch sowie auch wirtschaftlich für die Versorgung diverser gastronomischer und touristischer Betriebe sowie auch von Ferienhäusern. Die Seilbahn wurde von Angehörigen der örtlich ansässigen Familien Scharfetter und Sampl zur Ablöse einer 1952 errichteten Vorgängerseilbahn erbaut und erschloss ursprünglich primär die historische Krummholzhütte. Sie gilt mit Baujahr 1960 und nahezu unveränderter Technik seit der Errichtung als eine der ältesten noch in Betrieb stehenden Seilbahnen Österreichs. Sie basiert auf zwei Teilabschnitten mit je zwei Kabinen. Jede Kabine kann maximal acht Personen befördern. In den Kabinen befinden sich allerdings Hinweisschilder mit der Angabe, dass maximal sechs Personen pro Kabine befördert werden dürfen.
Die Talstation befindet sich auf 821 m Seehöhe, die Bergstation auf 1840 m Seehöhe. Die Kapazität ist mit 80 Personen pro Stunde und Richtung vergleichsweise gering.
Aufgrund der Bauart dieser Seilbahn muss in der Mittelstation immer die Kabine gewechselt werden. Da viele Fahrgäste Sportgeräte (Wintersport, Gleitschirmausrüstung, ..) oder Reisegepäck mit sich führen, verzögert der Kabinenwechsel die Reisedauer.
Der historischen Bauweise der Seilbahn ist geschuldet, dass das Öffnen und Schließen der Kabinentüren rein manuell vonstattengeht. Mitarbeiter sind in der Tal-, der Mittel- und der Bergstation mit dieser Aufgabe beschäftigt, übernehmen aber an der Tal- sowie der Bergstation auch kommerzielle Aufgaben (Fahrkartenverkauf).

## Zukunft
Nach lokalen Angaben ist davon auszugehen, dass die Betriebsbewilligung dieser Seilbahn in den 2020er-Jahren abläuft und nicht mehr verlängert werden kann. Auch die geringe Transportkapazität lässt die aktuelle Seilbahn vergleichsweise unwirtschaftlich wirken, zumal im Bereich der Bergstation seit der Errichtung der Bahn einige weitere touristische und gastronomische Betriebe sowie der gestiegene Bergtourismus Fahrgäste anziehen. Nach Auskunft eines Seilbahnmitarbeiters sei die Betriebsbewilligung 2024 um 25 Jahre verlängert worden.
Touristisch ist auch ungünstig, dass Schi- und Snowboardfahrerinnen nach Nutzung der Talabfahrt etwa 150 Meter zur Talstation steil bergauf gehen müssen.
Die Marktgemeinde Haus sowie die Hauser Kaibling Bergbahnen haben im Winter 2021/2022 bereits ein Nachfolgeprojekt einer Seilbahn mit zeitgenössischer Technik vorgestellt.

## Galerie

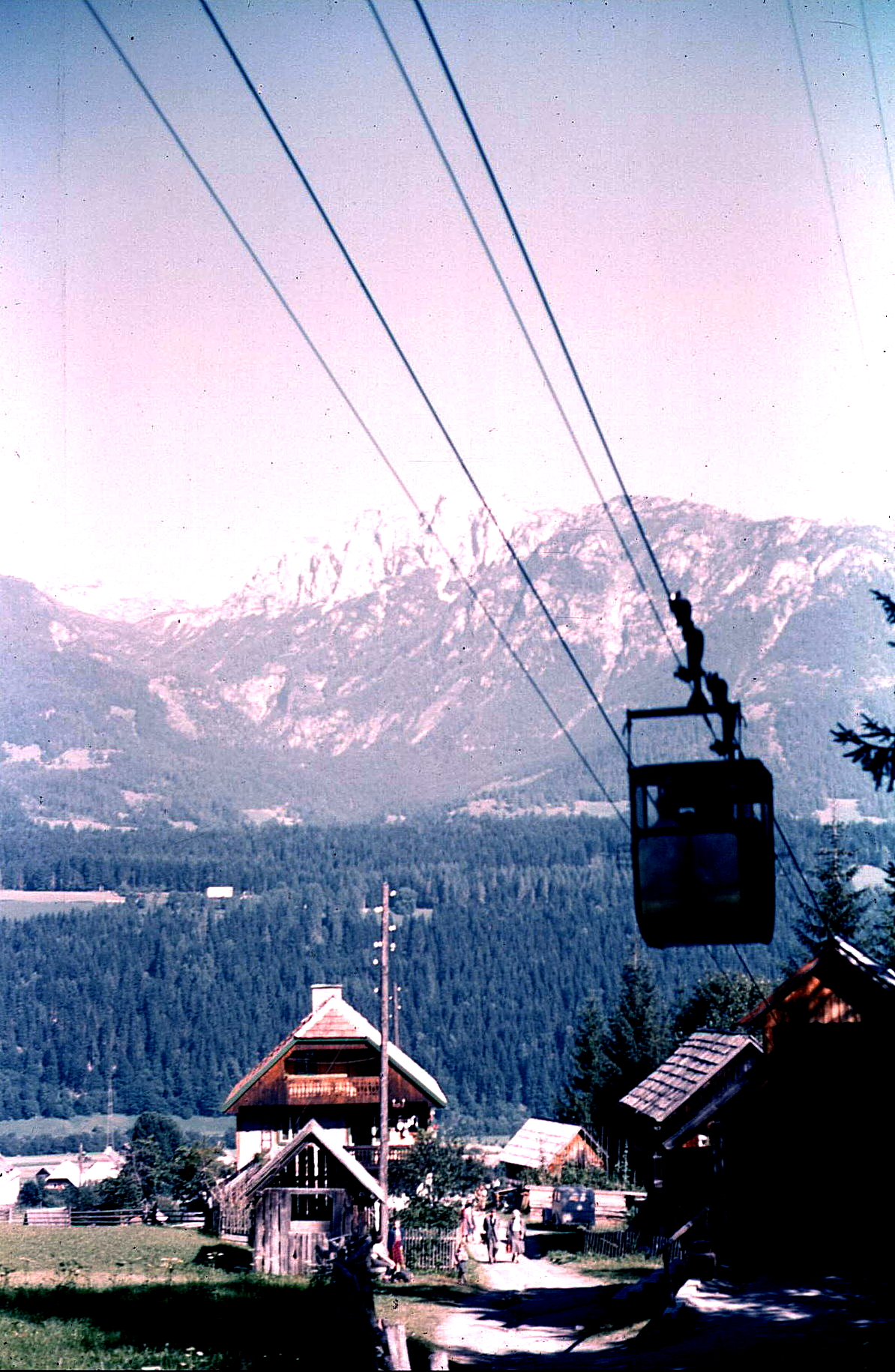
Vorgängerseilbahn der Schladminger Tauern Seilbahn
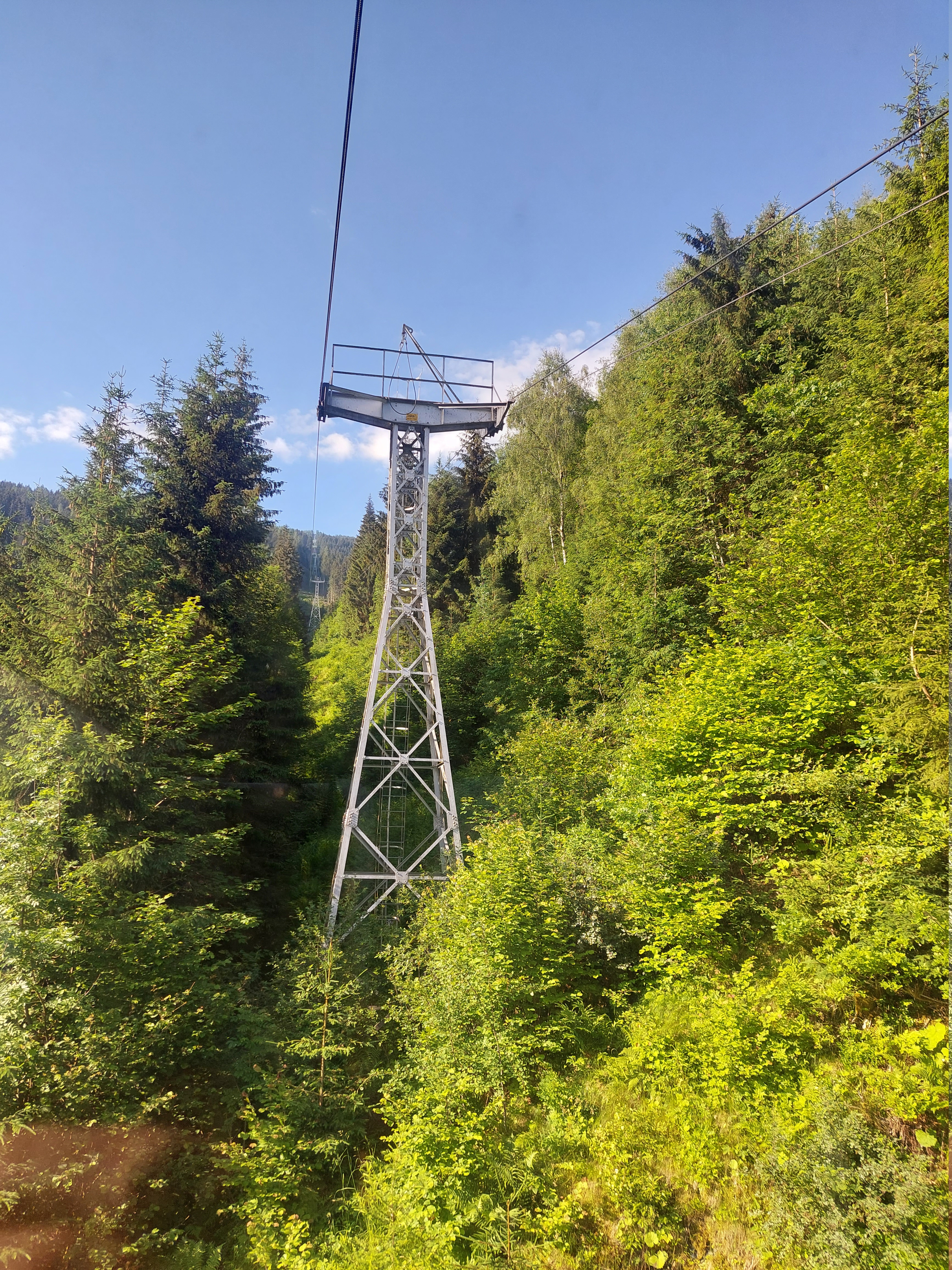
Schladminger Tauernseilbahn, Stütze im unteren Abschnitt
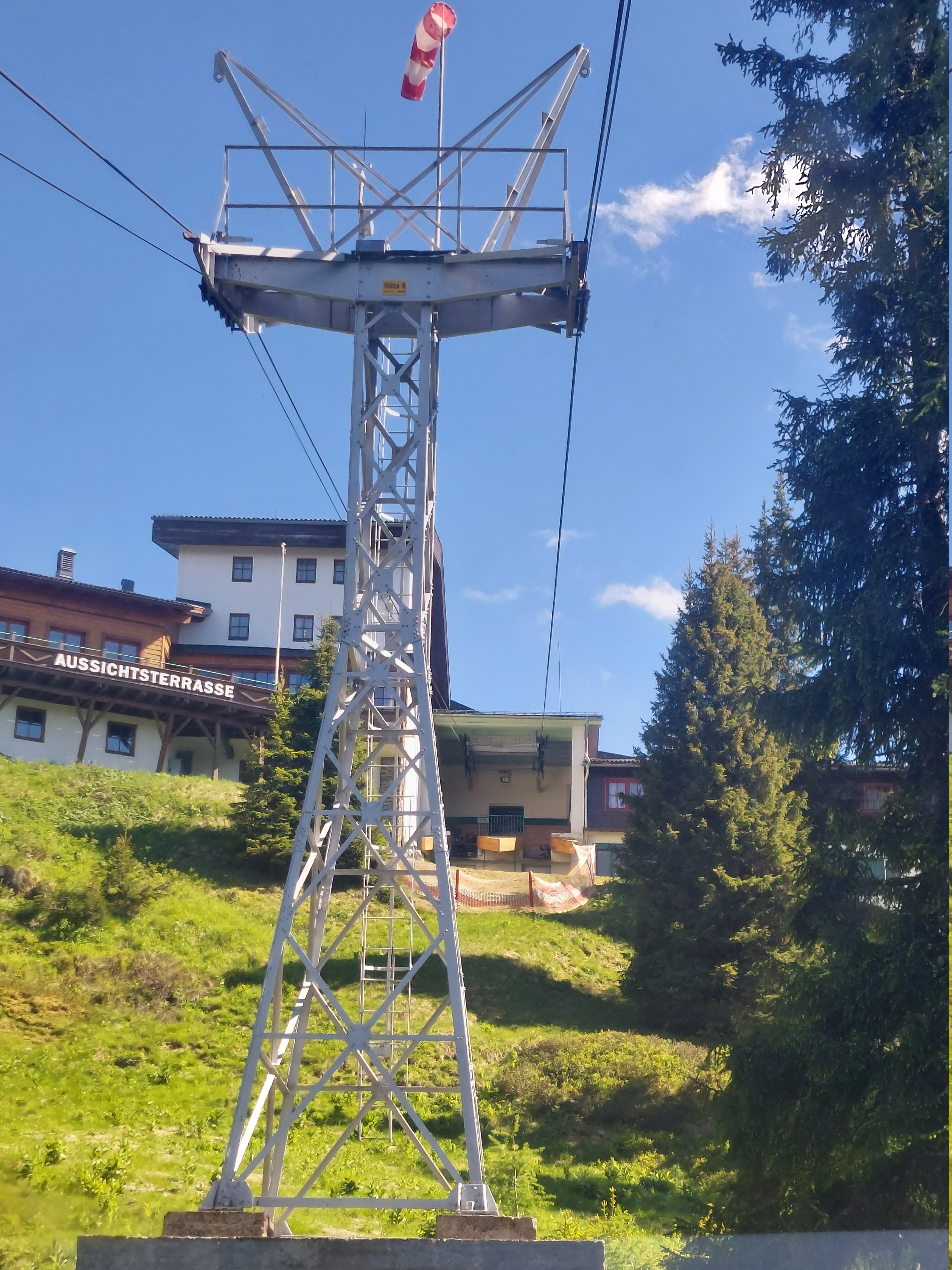
Stütze und Bergstation der Schladminger Tauernseilbahn
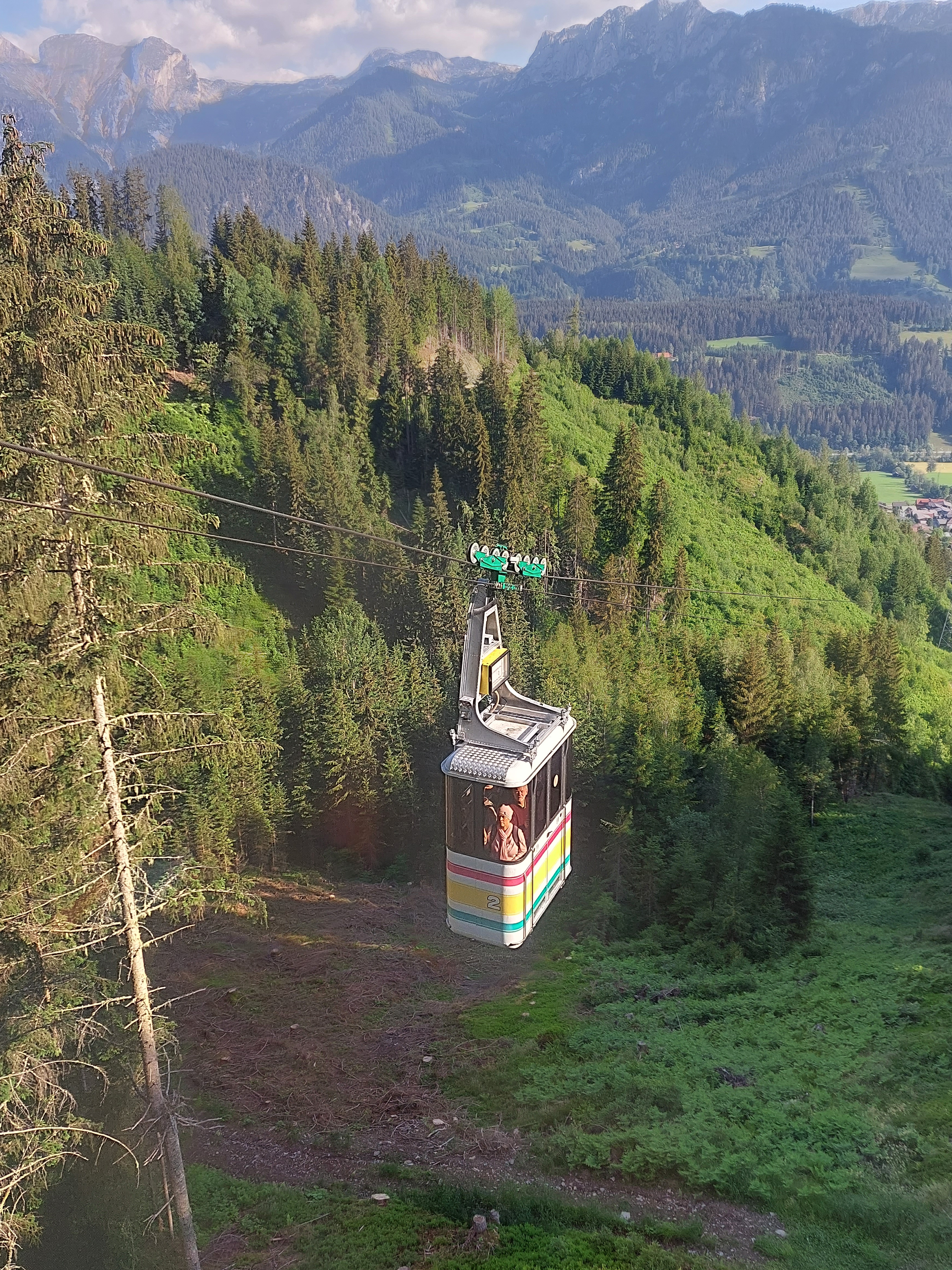
Kabine der Schladminger Tauernseilbahn